# Tegenaria decora
Tegenaria decora är en spindelart som beskrevs av Willis J. Gertsch 1971. Tegenaria decora ingår i släktet husspindlar, och familjen trattspindlar. Inga underarter finns listade i Catalogue of Life.